# Chasseurs annamites
Ne doit pas être confondu avec Régiment de tirailleurs annamites ou Escadron de chasseurs annamites.
Les chasseurs annamites sont un corps de soldats existant au protectorat français d'Annam de 1886 à 1890. Payés par l'Empire d'Annam, ils sont au service de l'empire colonial français

## Historique
Les chasseurs annamites sont créés le 14 mai 1886, avec quatre bataillons destinés à remplacer l'ancienne armée impériale (en),. À la même époque, les tirailleurs tonkinois sont recrutés au Tonkin et les tirailleurs annamites en Cochinchine.
Les chasseurs annamites se distinguent dès 1886 pendant la lutte contre le mouvement anticolonial Cần vương,,,.
Les chasseurs annamites sont dissous le 1er janvier 1890 et leurs effectifs versés dans la garde civile indigène de l'Annam et du Tonkin.

## Organisation
Les chasseurs annamites sont organisés à l'image des tirailleurs tonkinois mais les cadres français ne sont pas issus des troupes de marine (alors dépendantes de la Marine) mais de l'Armée de terre.
Le quatrième bataillon est chargé de la garde de l'empereur à Hué.

## Uniforme et équipement
Les chasseurs sont armés du fusil Gras modèle 1874.